# Флаг Туруханского района
Флаг муниципального образования Туруха́нский район Красноярского края Российской Федерации — опознавательно-правовой знак, служащий официальным символом муниципального образования.
Флаг утверждён 26 сентября 2003 года и внесён в Государственный геральдический регистр Российской Федерации с присвоением регистрационного номера 1316.

## Описание
«Флаг Туруханского района представляет собой красное прямоугольное полотнище с соотношением ширины к длине 2:3, воспроизводящий в центре фигуру идущего белого песца из герба района».

## Символика
Туруханский район известен своей богатой историей — об этом аллегорически говорит красный цвет флага:
— первые русские землепроходцы в начале XVII века основали Туруханское зимовье как опорный пункт продвижения на север Сибири;
— с 1677 года район интенсивно заселяется переселенцами сгоревшего города Мангазея и приобретает вид военного укрепления;
— с 1785 года получает статус уездного города и становится крупным торговым центром, а почти через сто лет в 1822 году оставлен за штатом.
— с 1909 года становится центром Туруханского края, с 1925 года — сельское поселение;
— Туруханская ссылка в XIX—XX веках прочно утвердилась за районом. Сюда ссылались неблагонадёжные граждане, политические ссыльные, и в том числе Сталин, Свердлов, Спандарян, Голощёкин, Петровский, депутаты-большевики IV Государственной Думы.
Красный цвет — символ мужества, самоотверженности, красоты, справедливой борьбы и жизни.
Людей в эти края привлекало, прежде всего, богатство Туруханского края и, главным образом, пушнина. Именно песец — национальное богатство страны, явился главной фигурой исторического герба города Туруханска.
Белый цвет (серебро) — символ совершенства, благородства, чистоты, веры, мира.

## См. также

Флаги муниципальных образований Туруханского района
город Игарка
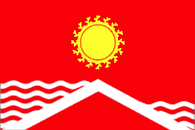
посёлок Светлогорск
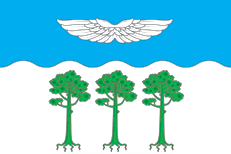
Борский сельсовет
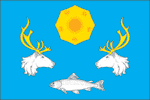
Верхнеимбатский сельсовет
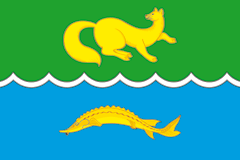
Вороговский сельсовет
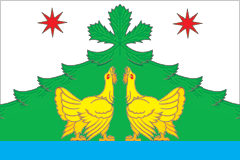
Зотинский сельсовет
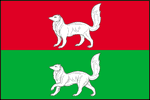
Туруханский сельсовет